# Cercophana daphnea
Cercophana daphnea är en fjärilsart som beskrevs av J. Peter Maassen och Gustav Weymer 1885. Cercophana daphnea ingår i släktet Cercophana och familjen påfågelsspinnare. Inga underarter finns listade i Catalogue of Life.